# Floribundaria diversifolia
Floribundaria diversifolia là một loài Rêu trong họ Meteoriaceae. Loài này được (Renauld & Cardot) Broth. miêu tả khoa học đầu tiên năm 1906.